# The Abominable Showman
The Abominable Showman är ett musikalbum av Nick Lowe, lanserat 1983 på skivbolaget F-Beat i Europa och Columbia Records i Nordamerika. Albumet som var Lowes fjärde soloalbum listnoterades varken i USA eller Storbritannien men nådde däremot plats 29 på svenska Topplistan. Låtarna "Ragin' Eyes" och "Wish You Were Here" släpptes som singlar från albumet.

## Låtlista
(låtar utan angiven upphovsman av Nick Lowe)
1. "We Want Action" (Lowe, Carlene Carter) - 2:35
2. "Ragin' Eyes" - 2:38
3. "Cool Reaction" (Pete Marsh, Andy Howell) - 2:35
4. "Time Wounds All Heels" (Lowe, Carter, Simon Climie) - 2:42
5. "(For Every Woman Who Ever Made a Fool of a Man There's a Woman Made a) Man of a Fool" - 2:44
6. "Tanque-Rae" - 2:48
7. "Wish You Were Here" - 3:14
8. "Chicken and Feathers" - 2:44
9. "Paid the Price" (Moon Martin) - 3:24
10. "Mess Around with Love" - 3:05
11. "Saint Beneath the Paint" - 2:48
12. "How Do You Talk to an Angel" - 3:50

## Fotnoter
1. ↑  http://www.swedishcharts.com/showitem.asp?interpret=Nick+Lowe&titel=The+Abominable+Showman&cat=a